# Laravel
Laravel – framework do aplikacji internetowych napisany w języku PHP bazujący na wzorcu architektonicznym Model-View-Controller.
Laravel udostępnia m.in. modułowy system budowania aplikacji z dedykowanym menedżerem zależności, różne sposoby dostępu do relacyjnych baz danych, narzędzia pomagające we wdrażaniu i utrzymaniu aplikacji oraz jego ukierunkowaniem na cukier syntaktyczny.
Jego kod źródłowy jest udostępniony na GitHubie, na licencji MIT. W oparciu o udostępniony kod powstają projekty zarówno komercyjne, jak i opensource np.: Aimeosbagisto, Avored, S-Cart czy Microweber.

## Wymagania Laravela
- serwer z wersją PHP wyższą lub równą 7[12]
- na nim zainstalowane rozszerzenia PHP: OpenSSL, PDO, Mbstring, Tokenizer oraz XML.
- może być również instalowany lokalnie w systemach Microsoft Windows przy pomocy środowiska xampp

## Homestead
Homestead – Vagrantowy pojemnik z oprogramowaniem pozwalającym uruchomić najnowszą wersję Laravela bez instalacji innego oprogramowania. Zawiera:
- Ubuntu 16.04,
- Git,
- PHP 7.1,
- Nginx,
- MySQL,
- MariaDB,
- Sqlite3,
- PostgreSQL,
- Composer,
- Node.js (z Yarn, Bower, Grunt, i Gulp),
- Redis,
- Memcached,
- Beanstalkd,
- Mailhog,
- ngrok[13].

## Wersje Laravela
Dla wydań LTS poprawki są wydawane przez 2 lata, a łatki bezpieczeństwa przez 3. Dla wydań normalnych poprawki są wydawane przez 6 miesięcy, a łatki bezpieczeństwa przez rok.
| Legenda: | Stara wersja | Stara wersja, ale nadal wspierana | Wersja aktualna | Przyszła wersja |

| Wersja  | Data wydania     |
| ------- | ---------------- |
| 1.0     | czerwiec 2011    |
| 2.0     | wrzesień 2011    |
| 3.0     | 22 lutego 2012   |
| 3.1     | 27 marca 2012    |
| 3.2     | 22 maja 2012     |
| 4.0     | 28 maja 2013     |
| 4.1     | 11 grudnia 2013  |
| 4.2     | 1 czerwca 2014   |
| 5.0     | 4 lutego 2015    |
| 5.1 LTS | 9 lipca 2015     |
| 5.2     | 21 grudnia 2015  |
| 5.3     | 23 sierpnia 2016 |
| 5.4     | 24 stycznia 2017 |
| 5.5 LTS | 30 sierpnia 2017 |
| 5.6     | 7 lutego 2018    |
| 5.7     | 4 września 2018  |
| 5.8     | 26 lutego 2019   |
| 6.0 LTS | 3 września 2019  |
| 7.0     | 3 marca 2020     |
| 8.0     | 8 września 2020  |
| 9.0     | 8 lutego 2022    |
| 10.0    | 7 lutego 2023    |
| 11.0    | 12 marca 2024    |
| 12.0    | 24 lutego 2025   |

## Oficjalne dodatkowe komponenty Laravela
- częściowo wbudowany moduł pozwalający na logowanie, rejestrację, uwierzytelnianie użytkownika itp.
- Cashier – pozwala na integrację z serwisem Stripe(inne języki) lub Braintree(inne języki)[24].
- Envoy – pozwala na definiowanie zwykłych zadań dla zewnętrznych serwerów[25].
- Laravel Airlock – nowy system uwierzytelnienia[26]
- Horizon – deska rozdzielcza dla kolejki Redis[27].
- Passport – pozwala na uwierzytelnianie poprzez API[28].
- Scout – wyszukiwanie tekstowe w modelach Eloquent[29].
- Socialite – pozwala na integracje OAuth z Facebookiem, Googlem, Twitterem, LinkedInem, GitHubem oraz BitBucketem[30].